# Ruweiha
 (octobre 2024).
La mise en forme du texte ne suit pas les recommandations de Wikipédia : il faut le « wikifier ».
Les points d'amélioration suivants sont les cas les plus fréquents. Le détail des points à revoir est peut-être précisé sur la page de discussion.
- Les titres sont pré-formatés par le logiciel. Ils ne sont ni en capitales, ni en gras.
- Le texte ne doit pas être écrit en capitales (les noms de famille non plus), ni en gras, ni en italique, ni en « petit »…
- Le gras n'est utilisé que pour surligner le titre de l'article dans l'introduction, une seule fois.
- L'italique est rarement utilisé : mots en langue étrangère, titres d'œuvres, noms de bateaux, etc.
- Les citations ne sont pas en italique mais en corps de texte normal. Elles sont entourées par des guillemets français : « et ».
- Les listes à puces sont à éviter, des paragraphes rédigés étant largement préférés. Les tableaux sont à réserver à la présentation de données structurées (résultats, etc.).
- Les appels de note de bas de page (petits chiffres en exposant, introduits par l'outil «  Source ») sont à placer entre la fin de phrase et le point final[comme ça].
- Les liens internes (vers d'autres articles de Wikipédia) sont à choisir avec parcimonie. Créez des liens vers des articles approfondissant le sujet. Les termes génériques sans rapport avec le sujet sont à éviter, ainsi que les répétitions de liens vers un même terme.
- Les liens externes sont à placer uniquement dans une section « Liens externes », à la fin de l'article. Ces liens sont à choisir avec parcimonie suivant les règles définies. Si un lien sert de source à l'article, son insertion dans le texte est à faire par les notes de bas de page.
- La présentation des références doit suivre les conventions bibliographiques. Il est recommandé d'utiliser les modèles {{Ouvrage}}, {{Chapitre}}, {{Article}}, {{Lien web}} et/ou {{Bibliographie}}. Le mode d'édition visuel peut mettre en forme automatiquement les références.
- Insérer une infobox (cadre d'informations à droite) n'est pas obligatoire pour parachever la mise en page.

Pour une aide détaillée, merci de consulter Aide:Wikification.
Si vous pensez que ces points ont été résolus, vous pouvez retirer ce bandeau et améliorer la mise en forme d'un autre article.
Ruweiha ( arabe : رويحة‎   ) est un village de la fin de l'époque romaine et du début de la période byzantine dans la région des villages antiques du nord-ouest de la Syrie.

## Localisation
Ruweiha est située dans le gouvernorat d'Idlib, dans la région du Jebel Zawiye, la partie sud du massif calcaire du nord de la Syrie. Dans l'Antiquité tardive, le lieu faisait partie de l'Apamène, du nom d'Apamée, alors capitale administrative à l'extrémité sud de la région montagneuse. Le paysage est presque dépourvu d'arbres, karstique et, pendant l'été sec, se caractérise par le contraste de couleurs entre une fine couche de terre brun rougeâtre et des rochers gris clair.

## Vestiges
Ruweiha remonte au IIIe siècle de notre ère. Quelques familles vivaient à Ruweiha au début du IVe siècle. À partir du milieu ou de la fin du siècle, lorsque le christianisme s'est imposé partout comme religion d'État, le lieu s'est probablement développé en raison de l'afflux de colons chrétiens. Comme presque tous les sites antiques de la zone du Massif calcaire, Ruweiha était un village qui a connu sa période de prospérité du Ve au VIIe siècle.

Parmi les presque 100 bâtiments répartis sur une superficie d'environ 23 hectares, il y avait deux basiliques et une agora au centre de la ville. Un grand nombre de résidences majestueuses à deux étages indiquent une classe supérieure autrefois riche. Les maisons peuvent être divisées selon l'appareil des murs : d'une part une maçonnerie plus ancienne en blocs grossièrement taillés et non alignés, généralement mal conservée, et d'autre part, des pierres parallélépipédiques posées en assises horizontales. Des citernes permettaient de stocker de l'eau.

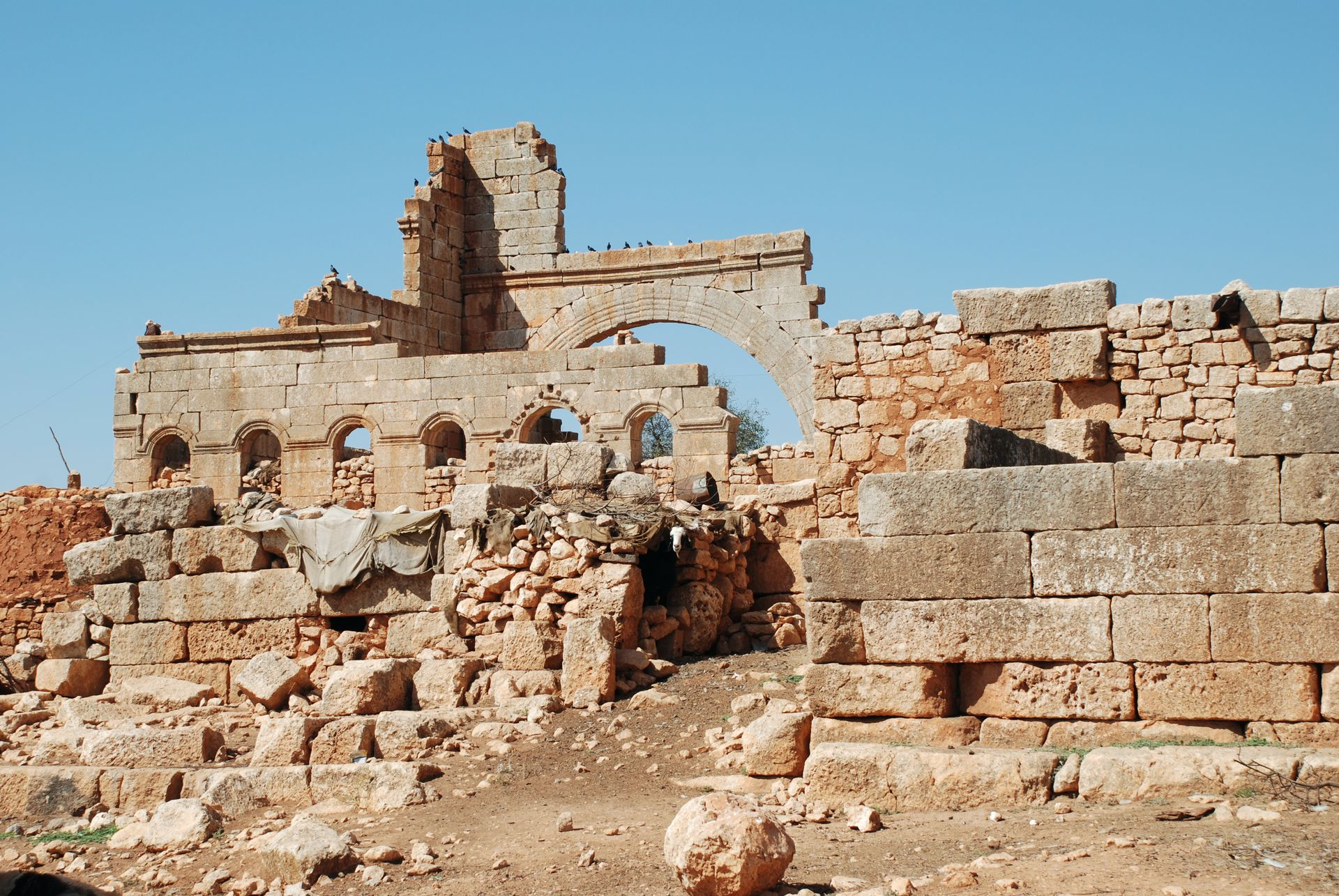
Église sud. Les fenêtres des hauts murs de la nef centrale avaient également des arcs en plein cintre, comme en témoigne le bord incliné d'une pierre.

### Église sud
Le plus ancien des deux bâtiments sacrés est une basilique à arcades et à trois nefs (église sud) située au centre de la ville, pour laquelle aucune inscription de datation n'est connue. Cependant, sur la base du style architectural et décoratif, la date de construction peut être estimée entre 420 et 430. Ses dimensions sont de 24,8 × 14,5 mètres . La nef centrale est séparée des bas-côtés, plus étroits, par huit colonnes toscanes. Les murs sont constitués de blocs de calcaire soigneusement posés sans aucun joint. Les fenêtres rectangulaires dans le haut mur de l'arcade, les portes sans ornement et l'abside semi-circulaire simple indiquent une période de construction précoce. L'église comprend deux entrées, chacune avec un portique soutenu par des colonnes sur le mur sud. Le mur ouest comportait trois entrées avec un large vestibule.

### Église nord (ou de Bizzos)
Gertrude Bell s'est rendue à Ruweiha en 1905 spécifiquement pour cette « célèbre église » et l'a décrite comme la plus belle église de Jebel Zawiye. L'église de Bizzos a été étudiée par H.C. Butler.

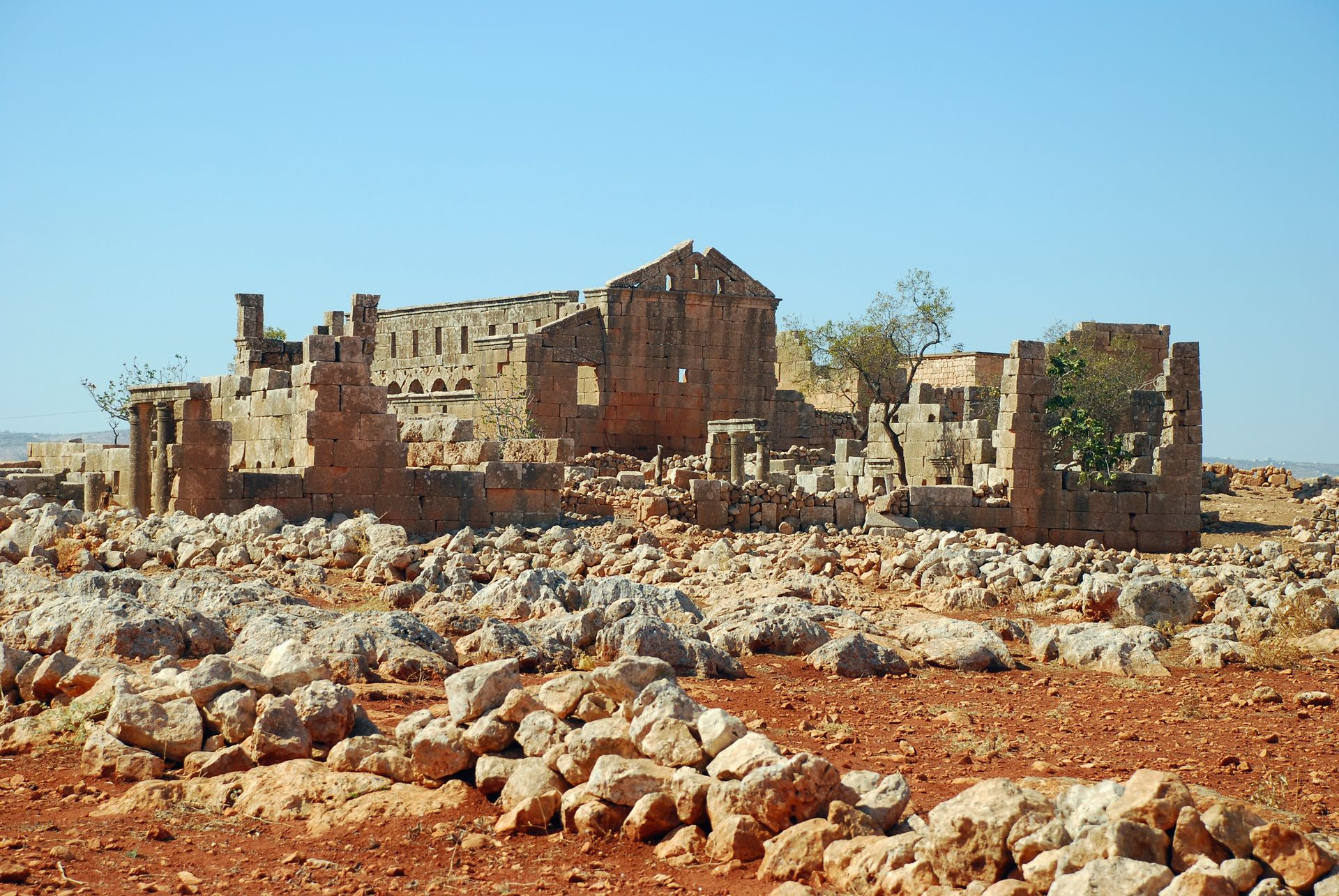
Ruweiha. Basilique de Bizzos à arcades à colonnes.

L'église nord est plus grande mais beaucoup moins bien conservée que l'église sud. Elle est située en dehors du centre-ville, à 400 mètres au nord-ouest de l'église sud. Il s'agit d'une basilique à larges arcades. Cette architecture innovante, née en Syrie, trouve son point de départ dans l'église de pèlerinage de Qalb Loze, construite vers 460-470. Mesurant 39,6 × 19,2 mètres, la basilique de Ruweiha, construite vers 500, était l'une des plus grandes églises du Massif calcaire du nord de la Syrie et la plus grande du Jebel Zawiye, même si son toit n'était soutenu que par quatre piliers en forme de croix.
Entre ces piliers, au milieu de la nef, se trouvait un bema en forme de U, dont on ne peut encore voir que le revêtement en dalles de pierre découvert en 1943. Un arc dans la nef ouest et une grande partie du mur ouest sont conservés. Les autres murs sont tombés en ruine. Un narthex en trois parties avec des tours d'angle latérales et un large arc central en plein cintre a été construit sur le côté ouest. Dans la région du Massif calcaire, seules deux églises possédaient une façade à double tour aussi représentative : Qalb Loze et l'église du monastère complètement disparue de Der Turmanin . En dehors de la Syrie, la basilique à larges arcades de Ruweiha est considérée comme un modèle pour la basilique arménienne du nord de Jereruk, qui remonte au VIe siècle.
L'inscription du bâtiment ne donne pas de date, mais plutôt le nom d'un riche habitant dont on ne sait pas s'il était un grand propriétaire foncier ou un prêtre : Bizzos, fils de Bardas. Son mausolée est couvert d'un dôme et est situé juste à côté de l'église dans ce qui était alors le temenos. Le fait que l’ensemble de ce complexe n’ait pu être offert que par un seul homme permet de tirer des conclusions sur la situation économique de l’époque. Au VIe siècle, l'église de Bizzos était probablement l'une des rares églises de pèlerinage du sud. En effet, la plupart des destinations de pèlerinage étaient dans le nord, créées autour du culte des stylites à partir de Qal'at Sim'an.

### Tombeaux

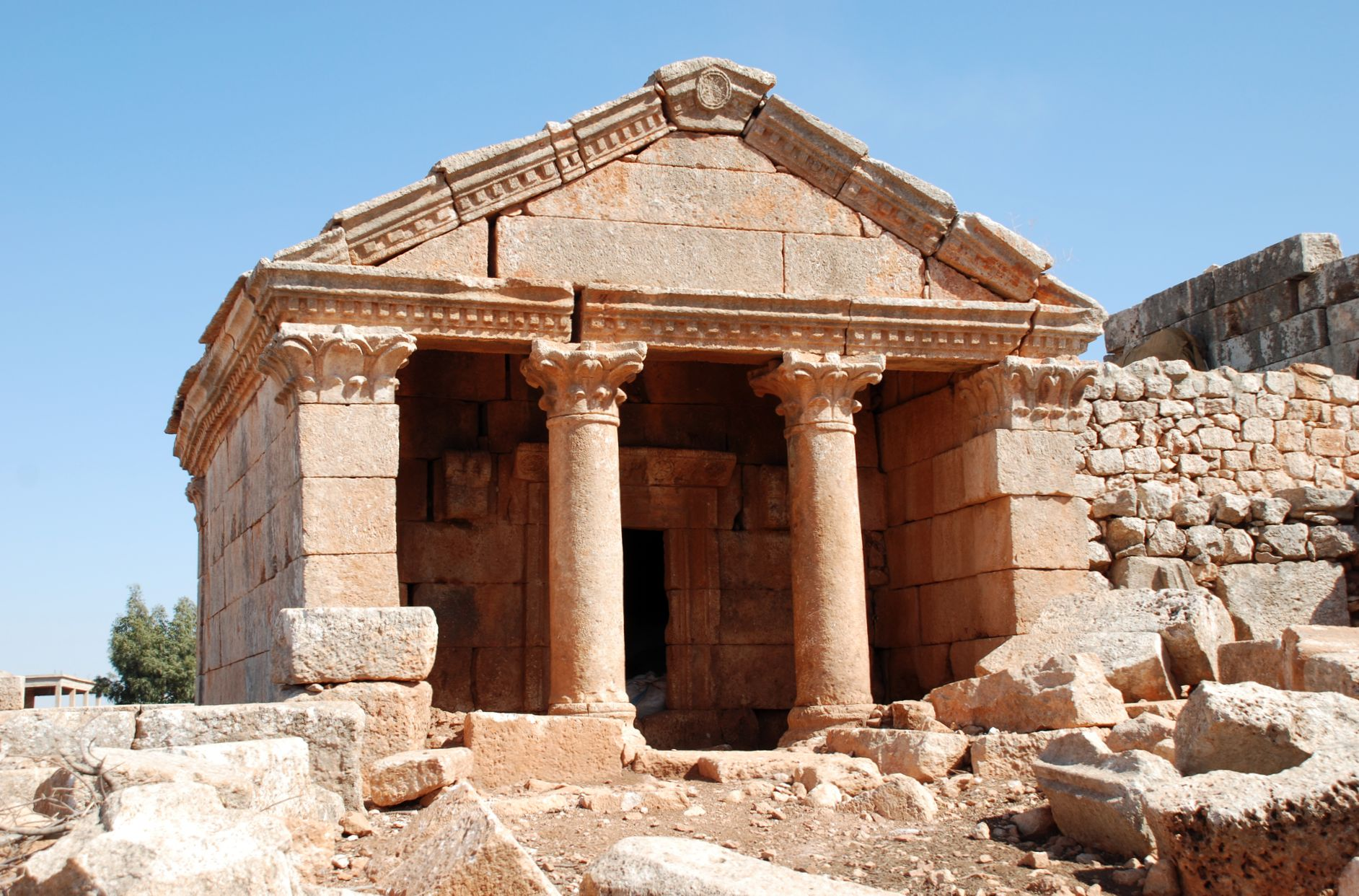
Tombeau romain tardif en forme de temple à colonnes et antes.

Une tombe en forme de temple, entièrement conservée, est datée par une inscription de 384/385. L'inscription, visible sur le fronton nord, donne les noms des personnes enterrées comme Bassimas et Mathbabée ,. Un autre tombeau-temple est situé au nord, en dehors de la ville.
Au sud et à l'est de la ville se trouvent de grands nécropoles avec des sarcophages en pierre, dont la chambre funéraire a été creusée dans le sol rocheux et fermée par un lourd couvercle en pierre posé à la surface.